# Miss Thang
Miss Thang är debutalbumet av den amerikanska R&B-sångerskan Monica. Skivan släpptes av Rowdy och Arista Records den 18 juli 1995 i USA och innehöll mest produktion från mentorn Dallas Austin och kompanjoner från hans produktionsteam så som Tim & Bob, Darryl Simmons, Colin Wolfe och Soulshock & Karlin.
Albumet klättrade till en 36:e plats på USA:s Billboard 200 samt till en sjätte plats på USA:s R&B-lista; R&B/Hip-Hop Albums. I Nya Zeeland hade albumet en topp-10-placering. I Monicas hemland sålde Miss Thang över 1,4 miljoner kopior och skivan certifierades senare trippel platina av RIAA för mer än tre miljoner skivor skickade till affär. I Kanada certifierades albumet guld av CRIA under 1995.

## Innehållsförteckning
| Nr  | Titel                                         | Producenter         | Längd |
| --- | --------------------------------------------- | ------------------- | ----- |
| 1.  | Miss Thang                                    | D. Austin           | 3:52  |
| 2.  | Don't Take It Personal (Just One of Dem Days) | D. Austin           | 4:18  |
| 3.  | Like This and Like That (featuring Mr. Malik) | D. Austin, C. Wolfe | 4:41  |
| 4.  | Get Down                                      | Tim & Bob           | 4:22  |
| 5.  | With You                                      | Tim & Bob           | 4:50  |
| 6.  | Skate                                         | C. Wolfe            | 4:26  |
| 7.  | Angel                                         | A. Hennings         | 4:44  |
| 8.  | Woman in Me (Interlude)                       | Tim & Bob           | 1:36  |
| 9.  | Tell Me If You Still Care                     | Tim & Bob           | 4:45  |
| 10. | Let's Straighten It Out (featuring Usher)     | D. Austin           | 4:25  |
| 11. | Before You Walk Out of My Life                | Soulshock & Karlin  | 4:53  |
| 12. | Now I'm Gone                                  | Tim & Bob           | 4:39  |
| 13. | Why I Love You So Much                        | D. Simmons          | 4:30  |
| 14. | Never Can Say Goodbye                         | A. Hennings         | 5:02  |
| 15. | Don't Take It Personal (Remix)                | D. Austin           | 3:50  |
| 16. | Forever Always                                | A. Hennings         | 4:40  |

| 17. | Time | Tim & Bob | 4:35 |

## Listor
| Lista (1995)                                 | Utgivare               | Topposition | Certifiering |
| -------------------------------------------- | ---------------------- | ----------- | ------------ |
| Kanadas albumlista                           | CRIA/Nielsen SoundScan | 58          | Guld         |
| Hollands albumlista                          | MegaCharts             | 41          | —            |
| New Zeelands albumlista                      | RIANZ                  | 9           | —            |
| Amerikanska Billboard 200                    | Billboard              | 36          | 3x platina   |
| Amerikanska Billboard Top R&B/Hip-Hop Albums | Billboard              | 7           | 3x platina   |

## Personal

### Musiker
- Colin Wolfe - basgitarr
- Kenneth Crouch - piano
- Derrick Edmondson - flöjt, saxofon, horn
- Tommy Martin - gitarr
- Derek Organ - Trummor
- Sandy Lawrence - konst direktion
- Tim Kelley - producent, arrangör, trumprogrammering, keyboards,
- Bob Robinson - keyboard, produkt
- Dallas Austin, Ron Gresham, Ron Gresham, Michael Patterson, Darin Prindle - Audio mixing

### Produktion
- Vocal assistance: Debra Killings, Monica, Lisette Titi, Usher
- Creative Director: Naim Ali, Dallas Austin, Caron Veazey
- Programming: Arvel McClinton III